# L'Album de famille
Pour l’article homonyme, voir Album de famille.
L'Album de famille est un coffret musical sorti en mars 2009 par le groupe québécois Beau Dommage. Le coffret contient 7 disques, dont 2 DVD renfermant les 35 ans d'histoire du groupe, ainsi qu'un album souvenir. Dans ce dernier se trouvent des photos, le texte des chansons et les témoignages de plusieurs artistes s'exprimant sur l'impact de Beau dommage dans le domaine musical québécois.
Le coffret, proposé au format d’un album 33 tours, comprend les 5 disques studio de Beau Dommage. L'album comprend l'ensemble de l'oeuvre musicale du groupe et huit chansons inédites. 

## Titres
| 1.  | Tous les palmiers                                                            |  |
| 2.  | À toutes les fois                                                            |  |
| 3.  | Chinatown                                                                    |  |
| 4.  | La Complainte du phoque en Alaska                                            |  |
| 5.  | Le Picbois                                                                   |  |
| 6.  | Harmonie de soir a Châteauguay                                               |  |
| 7.  | Le Géant Beaupré                                                             |  |
| 8.  | Ginette                                                                      |  |
| 9.  | Un ange gardien                                                              |  |
| 10. | 23 décembre                                                                  |  |
| 11. | Montréal                                                                     |  |
| 12. | Chansons c'est l'matin (Bonus)                                               |  |
| 13. | Tous les palmiers (Bonus)                                                    |  |
| 14. | Un ange gardien (Bonus)                                                      |  |
| 15. | Chinatown (Bonus)                                                            |  |
| 16. | Montréal (Bonus)                                                             |  |
| 17. | Disneyland (Bonus)                                                           |  |
| 18. | Harmonie du soir à Châteauguay (avec Le Grand Orchestre du Splendid) (Bonus) |  |

| 1.  | Le Blues d'la métropole                    |  |
| 2.  | Assis dans'cuisine                         |  |
| 3.  | Amène pas ta gang                          |  |
| 4.  | Motel « Mon repos »                        |  |
| 5.  | J'ai oublié le jour                        |  |
| 6.  | Bon Débarras                               |  |
| 7.  | Heureusement qu'il y a la nuit             |  |
| 8.  | Un incident à Bois-des-Filion              |  |
| 9.  | Gisèle en automne (Bonus)                  |  |
| 10. | L'Inconnu du terminus (Bonus, 1er version) |  |

| 1.  | Tout va bien                  |  |
| 2.  | Contre lui                    |  |
| 3.  | Cinéma                        |  |
| 4.  | Ça fait longtemps             |  |
| 5.  | Le Cœur sur la corde raide    |  |
| 6.  | Seize ans en soixante-seize   |  |
| 7.  | Marie-Chantale                |  |
| 8.  | Berceuse pour moi toute seule |  |
| 9.  | C'est samedi soir             |  |
| 10. | Un autre jour arrive en ville |  |

| 1.  | Rouler la nuit                   |  |
| 2.  | Le Vent du fleuve                |  |
| 3.  | Histoire de Jean                 |  |
| 4.  | Le Cœur endormi                  |  |
| 5.  | Le Passager de l'heure de pointe |  |
| 6.  | Hockey                           |  |
| 7.  | Le Vent d'la ville               |  |
| 8.  | Lettre d'amour                   |  |
| 9.  | Le Voyageur                      |  |
| 10. | Tellement on s'aimait (Bonus)    |  |
| 11. | Le Rapide blanc (Bonus)          |  |
| 12. | Bozo (Bonus)                     |  |
| 13. | La Mort de l'ours (Bonus)        |  |

| 1.  | La Nouvelle Saison                                  |  |
| 2.  | Le Retour du flâneur                                |  |
| 3.  | Tout simplement jaloux                              |  |
| 4.  | Quand rose va chez son fils                         |  |
| 5.  | Échappé belle                                       |  |
| 6.  | Du milieu du pont Jacques-Cartier                   |  |
| 7.  | Rive-Sud                                            |  |
| 8.  | Grande Cheminée                                     |  |
| 9.  | J'aimais l'hiver                                    |  |
| 10. | Sur la véranda                                      |  |
| 11. | Marcher tout seul la nuit sur une route de campagne |  |
| 12. | Adèle (Bonus)                                       |  |
| 13. | Je vous connais (Bonus)                             |  |
| 14. | Avril fragile (Bonus)                               |  |
| 15. | Motel 13 (Bonus)                                    |  |
| 16. | Regarde, papa (Bonus)                               |  |

Ce coffret comprend aussi 2 DVD zone1 de Beau Dommage en concert et à la télévision :
| 1. | 1975 - Lise Liberté (Société radio Canada) : émission de télévision animée par Lise Payette                 | 14:00 |
| 2. | 1975 - Un incident à Bois-des-Fillons : Spectacle enregistré au Jardin des Étoiles                          | 50:00 |
| 3. | 1984 - Beau Dommage au Forum : les « Retrouvailles » du Groupe                                              | 33:00 |
| 4. | 1992 - Les FrancoFolies de Montréal (Société Radio Canada) : Participation du groupe à « La Fête Montréal » | 15:00 |

| 1. | 1994 - Beau Dommage – « Après la pause » : portrait du groupe en studio                       | 58:00 |
| 2. | 1995 - Beau Dommage – Le concert du Forum : sur scène et en coulisses                         | 83:00 |
| 3. | 2005 - Les FrancoFolies de Montréal : participation du groupe au spectacle « Beau d’Hommage » | 43:00 |

## Certification
| Pays   | Association  | Certification | Ventes/Équivalence |
| ------ | ------------ | ------------- | ------------------ |
| Canada | Music Canada | or            | 40 000             |